# Jacobus Houbraken

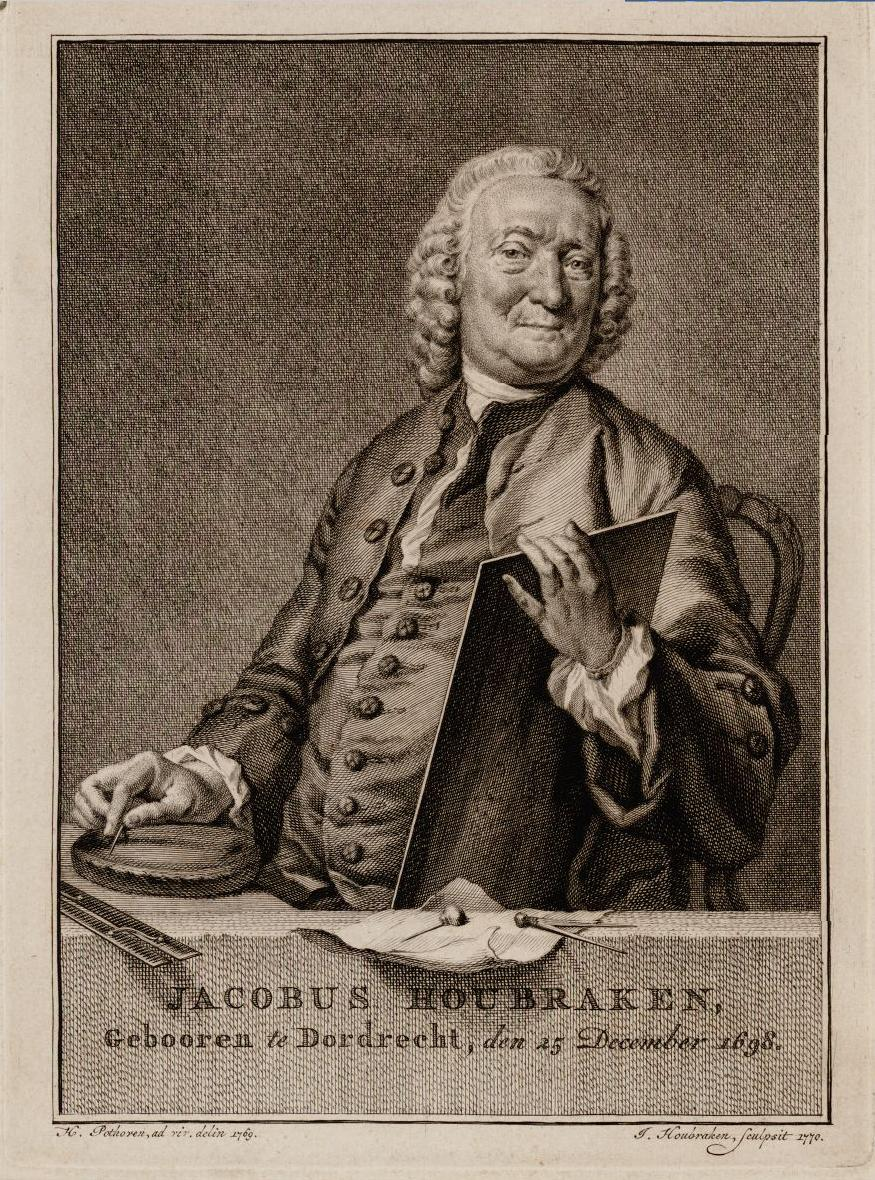
Jacobus Houbraken, autorretrato grabado por él mismo en 1770 a partir de un dibujo de Hendrik Pothoven fechado un año antes.

Jacob o Jacobus Houbraken (Dordrecht, 1698–Ámsterdam, 1780) fue un grabador, dibujante y coleccionista de arte neerlandés, hijo de Arnold Houbraken.

## Biografía
Nacido en Dordrecht el 25 de diciembre de 1698, Jacob Houbraken se formó con su padre en Ámsterdam donde se había establecido la familia en 1707. Colaboró con él en la edición de su colección de biografías de pintores, publicada entre 1718 y 1721, muerto ya el padre, con el título De Groote Schouburgh der Nederlantsche konstschilders en schilderessen (El gran teatro de los pintores y artistas neerlandeses). Jacob proporcionó los grabados con los retratos de los artistas biografiados.
Desde esos primeros trabajos se especializó en los retratos, que llenan gran parte de su actividad profesional. Son suyos los que ilustran la Histoire du Concile de Pise de Jacques Lenfant, obra aparecida en Ámsterdam en 1724 en dos volúmenes con dedicatoria a Sofía Dorotea de Brunswick Luneburgo, reina de Prusia, cuyo retrato por dibujo de Antoine Pesne aparece tras la portada. Colaboró también con Jan van Gool en la ilustración de su De Nieuwe Schouburg der Nederlantsche kunstschilders, continuación de las biografías de su padre, y con Thomas Birch en The heads of illustrious persons of Great Britain, Londres, 1743-1751. También trabajó con el historiador Jan Wagenaar en la Vaderlandsche Historie o historia de la patria que contiene las historias de los Países Bajos ahora Unidos, obra aparecida en 21 volúmenes en Ámsterdam entre 1749 y 1759. En estos trabajos Houbraken, además de sus propios dibujos, algunos de ellos conservados en el Rijksmuseum, se sirvió de dibujos y pinturas de otros muchos artistas, entre ellos Michiel Jansz. van Mierevelt, Aert Schouman, Cornelis Ketel y Jan Antonisz van Ravesteyn, de quienes son algunos de los retratos que ilustran la obra de Wagenaar, Hyacinthe Rigaud, de quien toma la efigie de André Hercule cardenal de Fleury en un medallón sujeto por Diógenes el Cínico, Gottfried Kneller, autor del retrato de John Sommers grabado por Houbraken para la obra de Nicholas Tindal: The History of England, by Mr. Rapin de Thoyras. Continued from the Revolution to the Accession of King George II, 1744-1747, y Hendrik Pothoven, artista cercano a Houbraken a quien debe su propio autorretrato. Retratos pintados por Hans Holbein el Joven, Federico Zuccaro, Peter Lely y Anton van Dyck, además del citado Kneller y algunos anónimos, le sirvieron también para los retratos de ilustres británicos de Birch, que grabó sin moverse de Ámsterdam.
Murió en Ámsterdam, donde desarrolló su carrera completa, en noviembre de 1780.